# Sjørslev
Sjørslev – miasto w Danii, w regionie Jutlandia Środkowa, w gminie Silkeborg. Według danych na rok 2021 miasto zamieszkiwały 373 osoby, a gęstość zaludnienia wyniosła 1075 os./km².

## Demografia
Populacja:
| Rok     | 2006 | 2011 | 2016 | 2021 |
| ------- | ---- | ---- | ---- | ---- |
| Ludność | 368  | 376  | 384  | 373  |

Ludność według grup wiekowych:
| Wiek                                | 0–17 lat | 18–64 lat | 65+ lat |
| ----------------------------------- | -------- | --------- | ------- |
| Ludność w danej grupie wiekowej     | 96       | 218       | 59      |
| Ludność w danej grupie wiekowej w % | 25,7%    | 58,4%     | 15,9%   |

Struktura płci:
| Płeć                         | Mężczyźni | Kobiety |
| ---------------------------- | --------- | ------- |
| Liczba osób w danej płci     | 202       | 171     |
| Liczba osób w danej płci w % | 54,2%     | 45,8%   |